# Lauri Aus
Lauri Aus (Tartu, 4 de novembro de 1970 – perto de Tartu, 20 de julho de 2003) foi um ciclista estónio. Era um ciclista combativo, razoável no contra-relógio e nos sprints, bom para entrar em fugas e ajudar os seus líderes. Participou em dois Tour de France (1997 e 2000) e duas Voltas a Espanha (1998 e 2002), tendo apenas terminado o Tour de France de 1997 na 124ª posição e desistido nas outras grandes voltas.
Enquanto amador, Aus conquistou algumas vitórias, nomeadamente em clássicas. Em 1995 começou a sua carreira profissional, quando ingressou na equipa La Mutuelle de Seine-et-Marne.
Em 1997 mudou-se para a equipa Casino, onde ganhou o Tour du Limousin, uma das suas mais importantes vitórias e uma etapa da Volta a Polónia. No ano de 1998 e já quando a sua equipa se chamava Casino – Ag2R Prévoyance, Aus teve a sua melhor temporada de sempre. Conquistou a Classic Haribo e o Tour du Poitou-Charantes (incluindo uma etapa), uma etapa do Tour de l’Oise e foi 2º na 2ª etapa do Paris-Nice. Em 1999, apenas venceu o GP d’Isbergues, mas foi 5º na Milão-San Remo.
Em 2000, chamando-se a equipa agora apenas Ag2R Prévoyance, Aus tornou-se duplo campeão nacional, ao ganhar o campeonato nacional de contra-relógio e o de estrada. Foram aos suas únicas vitórias neste ano. No ano de 2001, obteve a sua última vitória, ao vencer a 5º etapa do Tour du Poitou-Charantes.
Em 2002 e 2003, Aus não conquistou qualquer vitória nem resultados significativos. Realce apenas para o duplo 2º lugar nos campeonatos nacionais em 2003.
Passados alguns dias após os campeonatos nacionais, Aus foi brutalmente[parcial?] assassinado enquanto treinava perto da sua terra natal, atropelado por um condutor alcoolizado, deixando assim o mundo do ciclismo enlutado. Esta era a 2ª morte no ciclismo em 2003, pois poucos meses antes, Andrei Kivilev havia falecido durante o Paris-Nice.[carece de fontes?]